# Agostino De Zordo
Agostino De Zordo ist ein ehemaliger italienischer Skispringer.
De Zordo sprang zwischen 1961 und 1964 bei der Vierschanzentournee. Sein bestes Einzelergebnis erreichte er am 6. Januar 1963 mit dem 35. Platz in Bischofshofen. Bei der Vierschanzentournee 1962/63 erreichte er damit am Ende den 36. Platz in der Gesamtwertung. 1963 gewann er zudem hinter seinem Bruder Bruno De Zordo die Silbermedaille bei den italienischen Meisterschaften im Skispringen. Diesen Erfolg wiederholte er 1967 hinter Nilo Zandanel. 1968 gewann er noch einmal Bronze hinter Ezio Damolin und Mario Cecon.